# Štikada
Štikada är en ort i Kroatien.   Den ligger i länet Lika, i den södra delen av landet, 170 km söder om huvudstaden Zagreb. Štikada ligger 558 meter över havet och antalet invånare är 216.
Terrängen runt Štikada är huvudsakligen kuperad, men söderut är den bergig. Štikada ligger nere i en dal. Runt Štikada är det glesbefolkat, med 9 invånare per kvadratkilometer. Närmaste större samhälle är Gračac, 3,2 km öster om Štikada. Omgivningarna runt Štikada är en mosaik av jordbruksmark och naturlig växtlighet.